# Dolichoderus bispinosus
Dolichoderus bispinosus är en art av myror som först beskrevs 1792 av den belgiska entomologen och botanikern Guillaume-Antoine Olivier (1756–1814). Arten ingår i släktet Dolichoderus och familjen myror. Inga underarter finns listade i Catalogue of Life.

## Bildgalleri

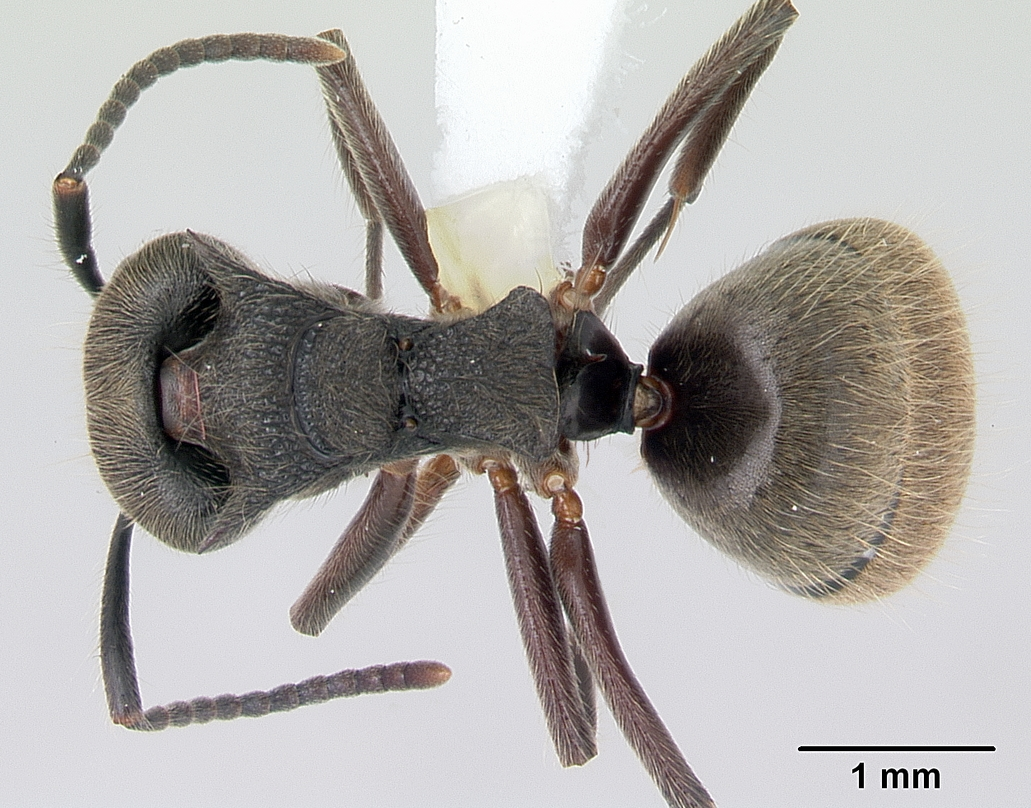
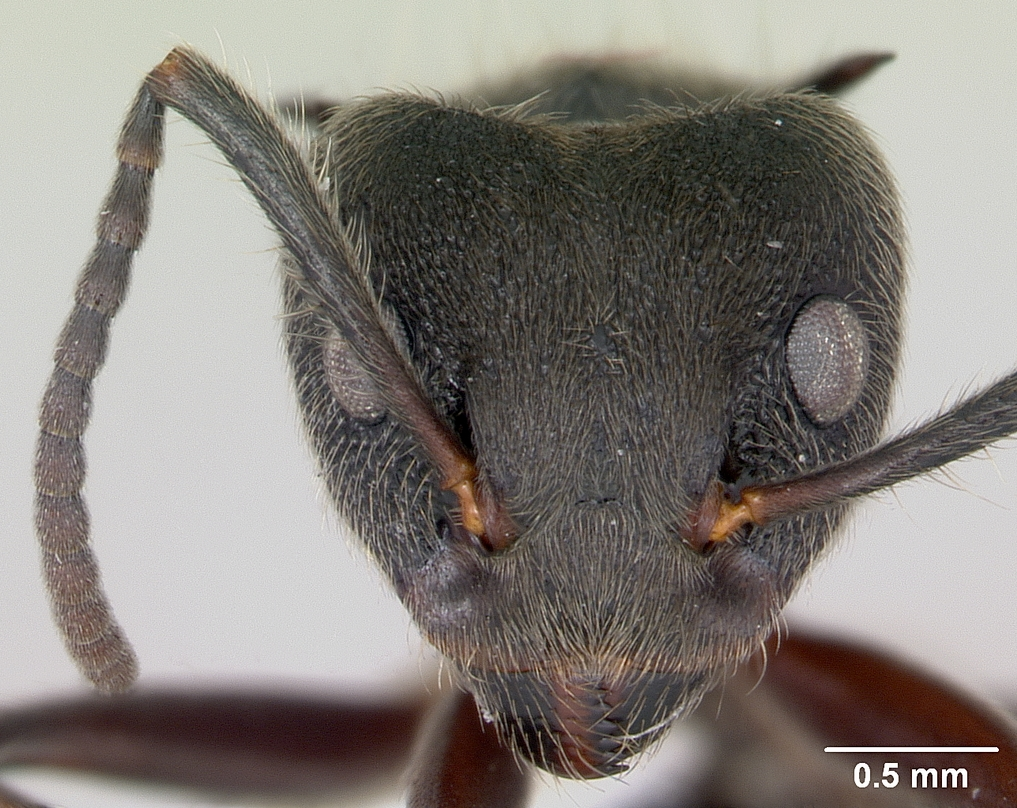
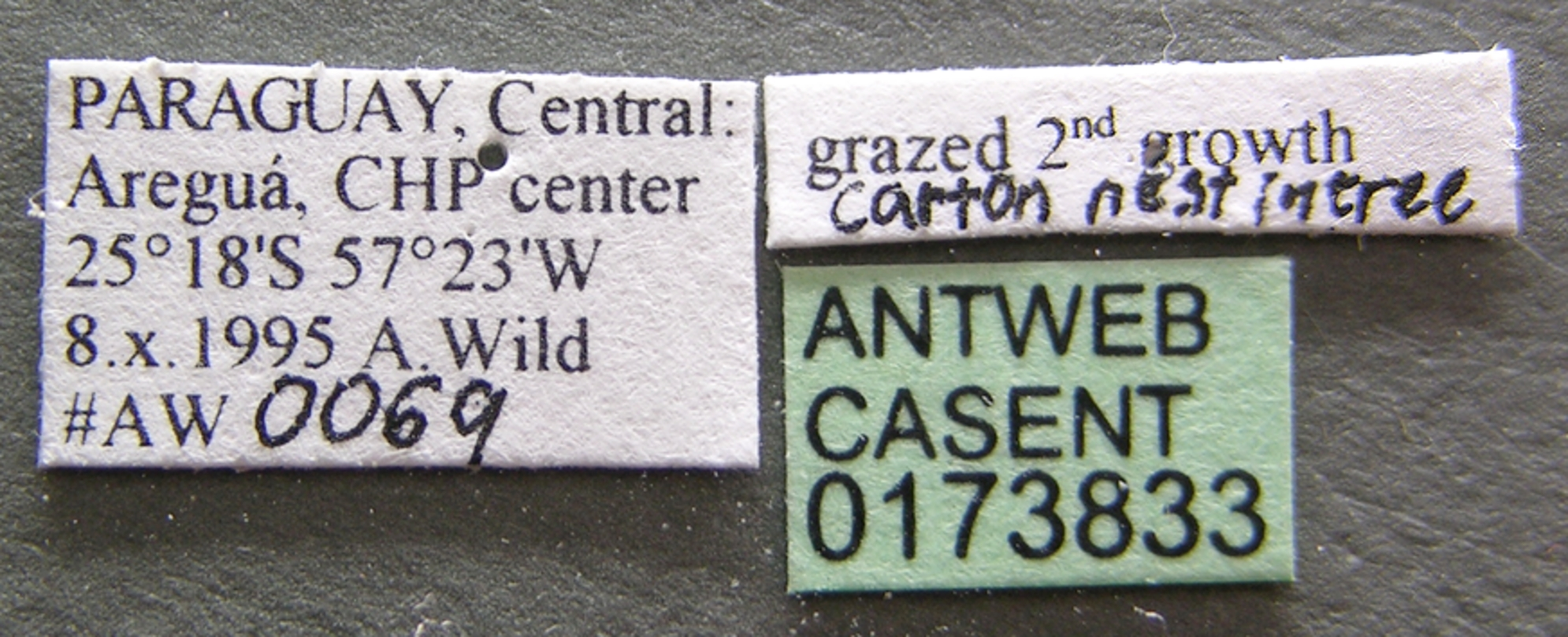
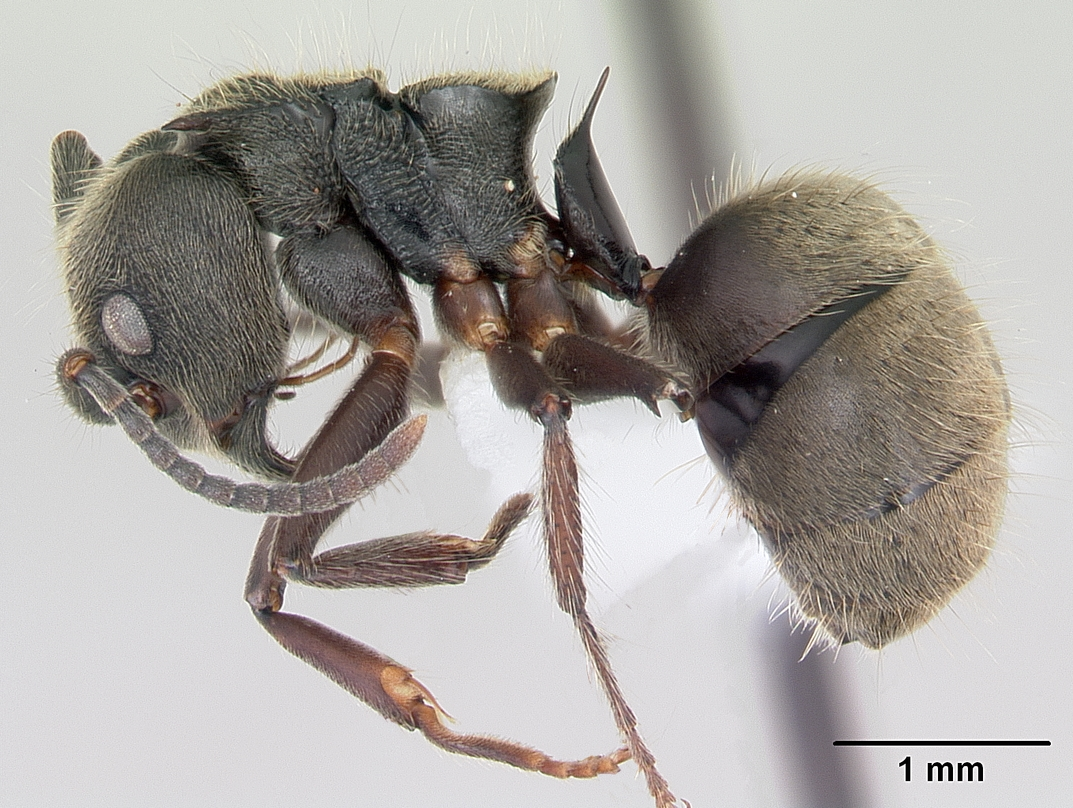
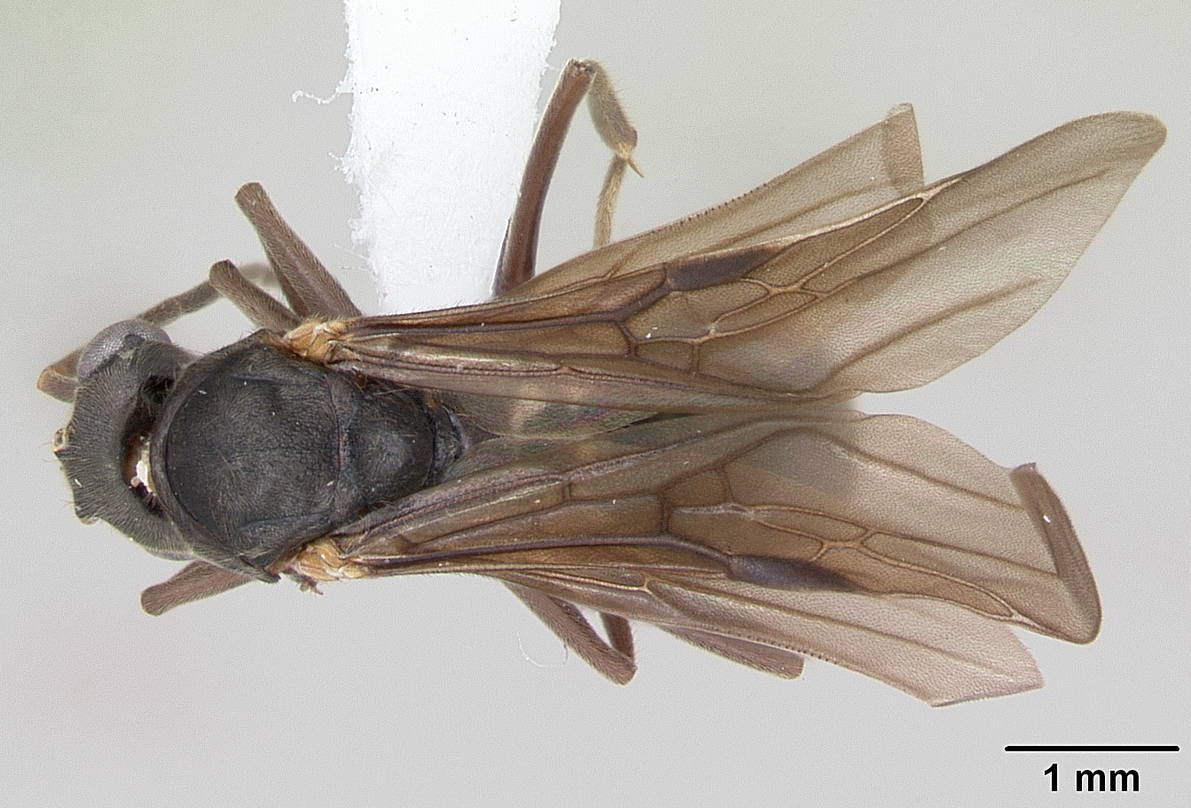
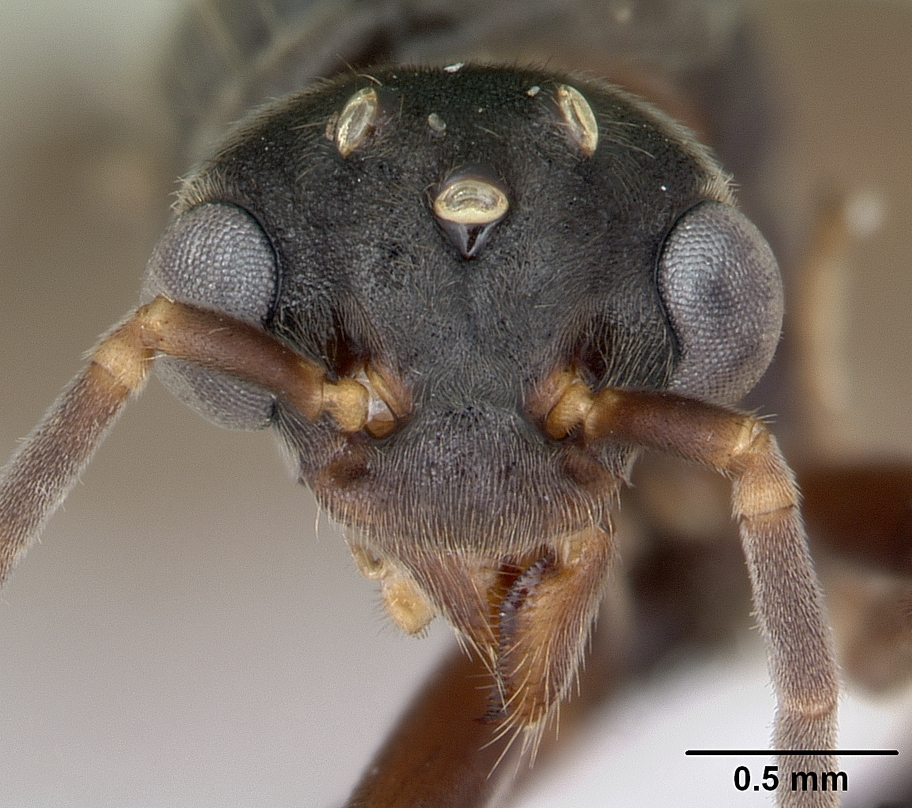